# Georges Jean
Georges Jean, né le 16 septembre 1920 à Besançon (Franche-Comté) et mort le 19 décembre 2011 au Mans à l'âge de 91 ans, est un poète et écrivain  

## Biographie
Après avoir étudié la philosophie, il entre à l'École Normale Supérieure de Saint-Cloud, puis se consacre à l'enseignement dans la ville du Mans et à l'Université française du Maine dans les domaines de la linguistique, de la poétique et de la sémiologie,. 
Il fut dirigeant du Centre international poésie-enfance, participa à la commission ministérielle d'aide à la création théâtrale, fut enseignant à l'École Nationale Supérieure des Bibliothèques, tout en publiant plus de 70 ouvrages dont des poèmes, essais et théories sur la poésie et la pédagogie.
En 1983, il obtient la "Mention" Prix critique en herbe de la Foire du livre de jeunesse de Bologne (Italie) pour Le plaisir des mots : dictionnaire poétique illustré.

## Œuvres

### Poésie
- A mots couverts, Chambelland, 1995
- A mots brefs, La Bruyère, 1999
- A mots magiques, Corps Puce, 1994
- Écrits sur la page, Gallimard, 1978
- Les mots écoutent, Le Milieu du Jour, 1993
- Parcours immobiles, Le Dé bleu, 1995
- A voix basse, 1997
- Les mots du jour, Donner à Voir, 2000
- Des mots pour elle, Le Cherche Midi, 2010

### Anthologies
- Nouveaux trésors de la poésie pour enfants : Anthologie, Le Cherche Midi, 2003, Le Livre de poche, 2005.

### Essais
- Lecture de la poésie, St Germain-des-Prés, 1980.
- Le plaisir des mots : dictionnaire poétique illustré, Gallimard, 1982.
- Le livre de tous les pays, Gallimard, 1984.
- A l’école de la poésie, Retz, 1989.
- L'écriture, mémoire des hommes, coll. « Découvertes Gallimard / Archéologie » (no 24), Paris : Gallimard, 1987, nouvelle édition en 2007,  (ISBN 9782070345793).
- Langage de signes : L'écriture et son double, coll. « Découvertes Gallimard / Archéologie » (no 67), Paris : Gallimard, 1989,  (ISBN 9782070530847).
- Voyages en Utopie, coll. « Découvertes Gallimard / Littératures » (no 200), Paris : Gallimard, 1994,  (ISBN 9782070531554).